# Емір Ельвіра Аппазівна
Ельвіра Аппазівна Емір (16 вересня 1963, м. Чимкент, Казахстан) — українська композиторка кримськотатарського походження. Членкиня Національної спілки композиторів України (1993). Лауреатка премії імені Віктора Косенка (2008).

## Життєпис
Ельвіра Емір народилася 16 вересня 1963 р. в м. Чимкент. Дитинство та юність пройшли у місті Бекабад (Узбекистан), де вона закінчила музичну школу. Професійну музичну освіту отримала у Ташкенті: навчалася в музичному училищі та консерваторії (клас професора Сайфі Джаліла), яку закінчила 1989 року.
У 1992 році композиторка переїхала до Криму, працювала викладачкою Бахчисарайської дитячої музичної школи (1992—1997).
У 1997—2000 рр. викладала у Кримському індустріально-педагогічному інституті, від 2008 — у Кримському університеті культури, мистецтв і туризму (обидва — Сімферополь).
Учасниця міжнародних фестивалів і форумів композиторів.

## Творчість
Авторка вокальних, інструментальних, симфонічних та оркестрово-хорових творів, творів для дітей та юнацтва.
Композиторка створила музику до фільму «Татарський триптих» за мотивами творів М. Коцюбинського (режисер О. Муратов, 2004).
Ельвіра Емір майстерно вплітає кримськотатарський мелос у тематику своїх академічних творів. Водночас її стиль, окрім національних фольклорних традицій, гармонійно поєднує деякі явища музичного модернізму ХХ століття, зокрема, неоромантизм та імпресіонізм.
12 травня 2023 р. в Національній філармонії України відбулася прем'єра концерту-проєкту «Симфонія Криму. Повернення», програма якого об'єднала симфонічні твори композиторки Ельвіри Емір, поезію одного з найвидатніших польських поетів Адама Міцкевича (у перекладі Максима Рильського) та візуальну частину, яка акцентувала увагу на ключових подіях історії кримськотатарського народу, від часів Кримського ханства до анексії Криму та російського вторгнення. До програми увійшли твори композиторки «Кримські візерунки», Симфонія № 2 «Avdet» (Повернення) та ода «О, мій святий народе!», які виконувались Національним президентським оркестром (диригент Ділявер Осман).
Всеукраїнський благодійний тур «Симфонія Криму. Повернення» охопив 18 міст України і привернув увагу понад 10 тисяч.

## Вибрані твори
- Симфонія-поема для соліста, хора та симфонічного оркестру, увертюра для симфонічного оркестру;
- Балада для голосу з оркестром «Тут почиває хан» (на вірші І. Буніна);
- Транскрипція кримськотатрської народної пісні «Арабалар геліп те гечер…» для труби та симфонічного оркестру;
- «Азіз Ватан» («Дорога Батьківщино») для хору та симфонічного оркестру на вірші кримськотатарського поета та письменника Ідріса Асаніна (1927—2007),
- Твір для хору та симфонічного оркестру «Гузель К'ирим» («Чудовий Крим») на слова кримськотатарського письменника Закіра Куртнезіра (1933—2016);
- Цикл з двох п'єс для скрипки та оркестру «Візерунки Криму»;
- Струнний квартет у 4-х частинах, «Експромт» для скрипки та фортепіано;
- «Ден'їз» («Море») для інструментального ансамблю;
- «Хайтарма» для кларнета та фортепіано[2].

## Відзнаки
- Лауреатка премії Автономної Республіки Крим (2002).
- Лауреатка премії імені Віктора Косенка (2008).